# Vixiège
La Vixiège est une rivière du sud de la France qui coule dans le département de l'Aude, en région Occitanie. C'est un affluent droit de l'Hers-Vif, donc un sous-affluent de la Garonne par l'Ariège.

## Géographie
Née dans les collines du Lauragais audois vers 400 mètres d'altitude commune de Saint-Gaudéric sous le nom de Ruisseau de Dabant, la Vixiège se jette dans l'Hers-Vif en rive droite à Belpech, après un parcours de 33,6 kilomètres et de direction globale est-ouest.

### Communes et cantons traversés
Dans le seul département de l'Aude, la Vixiège traverse les quatorze communes suivantes de Plaigne, Escueillens-et-Saint-Just-de-Bélengard, Cahuzac, Saint-Gaudéric, Hounoux, Pécharic-et-le-Py, Lafage, Villautou, Saint-Julien-de-Briola, Gaja-la-Selve, Ribouisse, Cazalrenoux, Orsans, Belpech (confluence).

### Bassin versant
La Vixiège traverse cinq zones hydrographiques pour 198 km2 de superficie. Ce bassin versant est constitué à 84,17 % de « territoires agricoles », à 15,35 % de « forêts et milieux semi-naturels », à 0,24 % de « territoires artificialisés ».

## Principaux affluents
- Le Rifaudés (rd[note 1]), (9,2 km)
- Le Rieutord (5,9 km)
- Ruisseau de Fiole (5,3 km)
- Ruisseau du Py (6,3 km)
- Ruisseau de Lafage (5,9 km)
- Ruisseau de Pech d'Acou (10,6 km)
- Ruisseau des Martinats (5,4 km)
- Ruisseau de la Bouissonnade (7,6 km)

## Hydrologie
L'alimentation de la Vixiège est pluviale, ce qui explique les sautes de son débit, les crues brutales lors d'orages.

### La Vixiège à Belpech
Le débit de la Vixiège a été observé pendant une période de 40 ans (1969-2008), à Belpech, localité du département de l'Aude, située tout près du confluent avec l'Hers-Vif. La surface étudiée est de 196 km2, c'est-à-dire la quasi-totalité du bassin versant de la rivière.
Le module de la rivière à Belpech est de 1,25 m3/s.
La Vixiège présente des fluctuations saisonnières de débit très importantes. Les hautes eaux ont lieu en hiver et au printemps et portent le débit mensuel moyen à un niveau situé entre 1,87 et 3,10 m3/s, de janvier à mai inclus avec maximum en février. Les basses eaux, assez longues, surviennent en été-automne, de juillet à novembre inclus, entraînant une baisse du débit moyen mensuel atteignant 0,086 m3/s au mois d'août, ce qui représente un niveau vraiment fort bas.

### Étiage ou basses eaux
Le VCN3 peut chuter jusque 0,003 m3/s, en cas de période quinquennale sèche, soit trois litres par seconde, ce qui doit être considéré comme très sévère, le cours d'eau étant alors réduit à quelques filets.

### Crues
D'autre part, les crues peuvent être très importantes, voire dévastatrices. Les QIX 2 et QIX 5 valent respectivement 45 et 76 m3/s. Le QIX 10 vaut 96 m3/s, tandis que le QIX 20 se monte à 120 m3/s, et que le QIX 50 est de 140 m3/s. Cela signifie, par exemple, qu'il faut s'attendre tous les cinq ans à une crue de l'ordre de 76 m3/s, ce qui est très important pour un cours d'eau dont le bassin versant est d'aussi petite taille.
Le débit instantané maximal enregistré à Belpech a été de 217 m3/s le 1er décembre 1969, tandis que la valeur journalière maximale était de 148 m3/s le 20 décembre de la même année. En comparant le premier de ces chiffres aux valeurs des différents QIX de la rivière, il apparaît que cette crue était bien plus importante que la crue cinquantennale calculée par le QIX 50, et donc tout à fait exceptionnelle.

### Lame d'eau et débit spécifique
La lame d'eau écoulée dans le bassin de la Vixiège est de 202 millimètres annuellement, ce qui est modéré. C'est nettement inférieur à la moyenne d'ensemble de la France tous bassins confondus (320 millimètres par an), et plus faible encore que celle de l'ensemble du bassin versant de la Garonne (384 millimètres par an au Mas-d'Agenais). Le débit spécifique (ou Qsp) se monte dès lors au chiffre modeste de 6,4 litres par seconde et par kilomètre carré de bassin.